# Judy Martz
Judith "Judy" Martz, nata Morstein (Big Timber, 28 luglio 1943 – Butte, 30 ottobre 2017), è stata una politica e pattinatrice di velocità su ghiaccio statunitense, governatore del Montana dal 2001 al 2005.
La Martz, ex miss Rodeo Montana, partecipò alle Olimpiadi invernali del 1964 nella squadra di pattinaggio di velocità su ghiaccio.
Dopo essere stata vicegovernatore del Montana dal 1997 al 2001, decise di candidarsi a governatore e vinse le elezioni con il 51% dei voti. Nel corso del mandato però i suoi consensi andarono diminuendo, anche a causa di alcuni piccoli scandali, e la Martz decise di non ricandidarsi per un secondo mandato nel 2004.
Nel 2005 fu presidente dei Montanans for Judge Roberts (un gruppo che sosteneva la nomina a presidente della Corte Suprema di John G. Roberts).
È scomparsa nel 2017 all'età di 74 anni a seguito di un tumore del pancreas.